# 靳登瀛
靳登瀛（？年—？年），直隷天津府天津縣人，由監生，乾隆三十九年署順慶府通判。是一位政治人物，明清時曾在四川順慶府岳池縣（位於今四川東北部，武周萬歲通天二年分南充、相如二縣置，是一個千年古縣）擔任官吏。